# Hà Yến

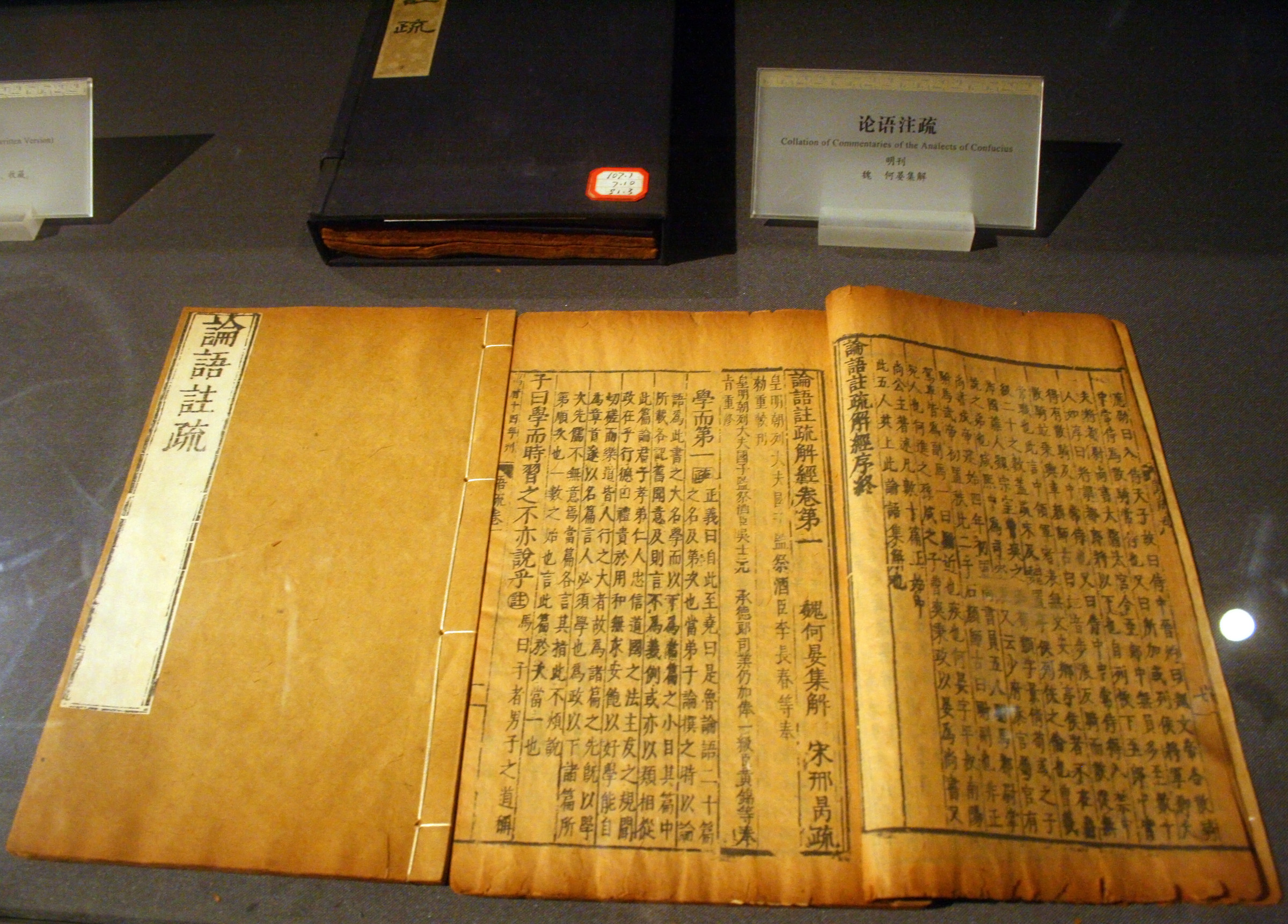
Tập 《Luận ngữ tập giải》 của Hà Yến.

Hà Yến (tiếng Trung: 何晏; ?—249; bính âm: he yan), biểu tự Bình Thúc (平叔), là cháu Đại tướng quân Hà Tiến cuối thời Đông Hán, con nuôi Tào Tháo, là nhà huyền học thời Tam quốc, nhà sáng lập Quý Vô phái (贵无派) của huyền học thời Ngụy Tấn, cùng Vương Bật được xưng là Vương Hà (王何).
Ông là một nhân vật đại biểu của huyền học. Trong Sự biến Cao Bình lăng, Hà Yến cùng Tào Sảng bị họ Tư Mã truy sát. Hà Yến nổi danh là mỹ nam tử đương thời, còn gọi Hà lang phấn (何郎粉) hay Phá phấn Hà lang (傅粉何郎).

## Cuộc đời
Hà Yến người Uyển huyện, quận Nam Dương (nay là Nam Dương, tỉnh Hà Nam), sinh vào khoảng năm thứ 2 Hưng Bình thời Hán Hiến Đế (195), là cháu họ của Linh Tư hoàng hậu Hà thị, cháu của Quốc cữu, Đại tướng quân Hà Tiến, cha là Hà Hàm (何咸) chết sớm, mẹ là Doãn thị.
Khi Đổng Trác tiến vào Lạc Dương, toàn bộ Hà gia bị Đổng Trác tiêu diệt trong chính biến năm đó, Doãn thị may mắn đào thoát, sinh hạ Hà Yến. Lúc Tào Tháo là Tư Không, ông đã nạp Doãn thị làm thiếp, thu dưỡng Hà Yến, có phần sủng ái. Hà Yến thuở nhỏ thiên tư thông minh, đọc nhiều sách vở kiến thức uyên bác, chăm chỉ hiếu học, lớn lên trong Ngụy cung, từ nhỏ liền ở cạnh bên người Tào Tháo.
Hà Yến biệt truyện (何晏别传) viết: "Hà Yến từ nhỏ được nuôi trong Ngụy cung, bảy tám tuổi liền tuệ tâm đại ngộ, người nào không ngu ai cũng lấy làm kỳ. Tào Tháo đọc binh thư, có chỗ chưa hiểu, thử lấy hỏi Yến. Yến phân tán chỗ khó hiểu, đều rõ ràng. Tào Tháo liền biết tài học".
Thuyết thế tân ngữ (世说新语) còn ghi lại chuyện Hà Yến: "Lúc Hà Yến bảy tuổi, thông minh phi thường, Hà Yến từ nhỏ lớn lên trong cung, Tào Tháo muốn thu làm con. Yến biết được, Hà Yến vẽ một hình vuông, đồng thời đứng trong hình vuông không ra. Có người hỏi hắn"Đây là đạo lý gì?", hắn trả lời nói"Đây là nhà của  Hà thị". Tào Tháo nghe nói về sau, liền bỏ qua việc nhận Hà Yến làm con".
Sự tích Hoa địa vi lư (划地为庐) hay Hà thị chi lư (何氏之庐) cho thấy Hà Yến mặc dù lớn lên trong gia tộc Tào thị, nhưng vẫn tâm niệm bản gia, cùng Tào thị duy trì khoảng cách nhất định.

### Hôn nhân chính trị
Hà Yến cưới con gái Tào Tháo là Kim Hương công chúa (金乡公主) làm vợ, sinh một con trai, nhưng vì Hà Yến sinh hoạt phóng đãng, yêu thích sắc đẹp, tình cảm hai vợ chồng cũng không tốt.
Ngụy mạt truyện (魏末传) chép rằng hôn nhân giữa hai người là loạn luân cùng mẹ khác cha, thế nhưng Bùi Tùng Chi phản bác cách nói này, cho rằng "Ngụy mạt truyện" là "để hạ chi thư", không phải lương sử, độ tin cậy không cao. Ông lý giải rằng Kim Hương công chúa là do Đỗ phu nhân sinh, chỉ là do Doãn phu nhân nuôi mà thôi .

### Bước vào chính đàn
Hà Yến có tài học vang danh, đề xướng thanh đàm, uống ngũ thạch tán, rất có danh vọng trong giới văn sĩ. Nhưng bị Tào Phi kiêng kỵ, chỉ có chức quan rảnh rỗi. Ngụy Minh đế Tào Duệ cũng không ưa phù phiếm, nên cũng không trọng dụng.
Năm đầu Chính Thủy (240), Tào Sảng chấp chính, Hà Yến được trọng dụng, được đề bạt làm Tán kỵ thị lang (散骑侍郎), dời phong Thị trung, Lại bộ thượng thư, một bước trở thành thành viên quan trọng của tập đoàn Tào Sảng, đồng thời cũng bị nhận định trở thành người tham gia đấu tranh quyền lực giữa Tào Sảng và Tư Mã Ý.
Người đương thời gọi 3 người Đinh Mật, Hà Yến, Đặng Dương là Tam cẩu (三狗), có câu "Đài trung hữu tam cẩu, nhị cẩu nhai sài bất khả đương, nhất cẩu bằng mặc tác thư nang.". Hình dung bọn họ điều khiển nhân sự, tận lực bài trừ nhân vật thuộc tập đoàn Tư Mã Ý.

### Cái chết
Năm thứ 10 Chính Thủy (249), Tư Mã Ý phát động sự biến lăng Cao Bình, tru diệt Tào Sảng.
Hà Yến vì phò tá Tào Sảng cầm quyền nên cũng bị diệt tộc. Tương truyền, Tư Mã Ý sai Hà Yến biên thẩm danh sách thành viên và tội trạng của tập đoàn Tào Sảng, Hà Yến cho là họ Tư Mã sẽ tha cho hắn một mạng, nên ra sức thẩm tra, không ngờ lúc dâng lên lại được bảo danh sách còn thiếu một người - tức là Hà Yến. Sau khi Hà Yến bị giết, Tư Mã Ý truy sát mẹ con Kim Hương công chúa, mẹ Hà Yến là Doãn phu nhân có giao tình với Tư Mã Ý, nhờ bà cầu xin, mẹ con Kim Hương công chúa mới thoát nạn.
Học giả đời sau đưa ra nghi vấn đối với cái chết của Hà Yến, có thuyết pháp cho rằng Hà Yến chết là do cá nhân Tư Mã Sư ghen ghét, lý do như sau:
1. Bọn họ cho rằng Hà Yến cũng không phải là tâm phúc của tập đoàn Tào Sảng, Hà Yến đều có qua lại với cả hai tập đoàn Tào Sảng và Tư Mã Ý, tình huống khác với Đinh Mật, lại cho rằng đối với phương pháp chấp chính của Tào Sảng, Hà Yến nhiều lần bảo lưu ý kiến của riêng mình.
2. Lúc Hà Yến bình luận mấy nhân vật như Tư Mã Sư, Hạ Hầu Huyền, đem mình cùng Hạ Hầu Huyền xếp trước Tư Mã Sư, ngoài ra, Hà Yến có thể có hành vi ngạo mạn chọc giận Tư Mã Sư
3. Có nhận định rằng Hà Yến cùng họ Tư Mã đều tôn nho gia là chủ lưu, mà không phải là huyền học thanh đàm phù hoa.

## Nhân vật

### Dung mạo
Hà Yến nổi danh có dung mạo tuyệt thế, ăn mặc đẹp đẽ.
Thế thuyết tân ngữ (世说新语) - Dung chỉ đệ thập tứ (容止第十四) có chép một thiên cố sự về Hà Yến bôi phấn thì sắc mặt trắng ngần, không bôi thì làn da lại càng trắng noãn: "Hà Bình Thúc dung mạo đẹp đẽ, mặt rất trắng. Ngụy Minh Đế nghi rằng ông thoa phấn, mời cùng ăn canh nóng. Ăn xong, mồ hôi túa ra, lấy áo đỏ lau mặt, sắc mặt càng trắng hơn".
Nhưng về sau, vì uống ngũ thạch tán lâu dài, dung nhan Hà Yến cũng biến đổi. Phương sĩ nổi tiếng Quản Lộ mô tả Hà Yến: "Hồn bất thủ trạch, huyết bất hoa sắc, tinh sảng yên phù, dung nhược cảo mộc, vị chi quỷ u."

### Đại sư huyền học
Hà Yến thuở nhỏ đã nổi danh tài mạo, giỏi đạo Lão Trang, là người sáng lập phái Quý Vô của huyền học thời Ngụy Tấn, cùng Vương Bật cùng xưng là Vương Hà, nhân vật đại biểu của huyền học thời Ngụy Tấn.
Ông chủ trương Nho giáo cùng Đạo giáo hợp đồng, lấy Lão Tử giải thích Nho gia. Trong "Đạo luận", ông viết: "Hữu chi vi hữu, thị"vô"dĩ sinh; sự nhi vi sự, do vô dĩ thành".
"Vô"là cách ông lý giải về"đạo"trong"Lão Tử"và"Luận ngữ". Ông cho rằng thiên địa vạn vật đều"hữu sở hữu", mà"đạo"thì"vô sở hữu", là"bất khả thể", cho nên vô ngữ, vô danh, vô hình, vô thanh là "Đạo chi toàn".

### Tác phẩm
Tác phẩm của Hà Yến tồn tại hoàn chỉnh ở thế gian còn rất ít, chủ yếu là văn xuôi cùng phú, văn xuôi phần lớn là triết học, chính trị luận văn, như "Luận ngữ tập giải" (论语集解), "Vô danh luận" (无名论), "Vô vi luận" (无为论), "Hàn Bạch luận" (韩白论), "Ký Châu luận" (冀州论)...
Phú hiện nay còn lại một thiên, là Cảnh Phúc điện phú (景福殿赋), Ngụy Minh đế Tào Duệ tại Hứa Xương xây Cảnh Phúc điện, Hà Yến được lệnh làm bài phú này. Bài phú này cùng với bài Lỗ Linh Quang điện phú (鲁灵光殿赋) của Đông Hán Vương Diên Thọ đều được xem là danh tác miêu tả cung điện. Hà Yến cũng có làm thơ, Lưu Hiệp bình phẩm là "nông cạn", nay chỉ còn 3 bài, khó thể biết toàn cảnh.

## Tư liệu tham khảo
- Bùi (Tùng Chi) chú"Tam quốc chí, Tào Sảng truyện"dẫn"Ngụy lược"
- Toàn Tam quốc văn, quyển 39, Hà Yến truyện